# Esplanade d'Arménie
L'esplanade d'Arménie est une voie située dans le 8e arrondissement de Paris, en France.

## Situation et accès
L'esplanade d'Arménie se situe le long de la Seine, rive droite, contiguë à la place du Canada (Paris), du cours Albert-Ier et du pont des Invalides.
L'esplanade est desservie par les lignes    à la station Champs-Élysées - Clemenceau.
Elle jouxte le jardin d'Erevan et accueille le Monument en hommage à Komitas de David Erevantzi.

## Origine du nom

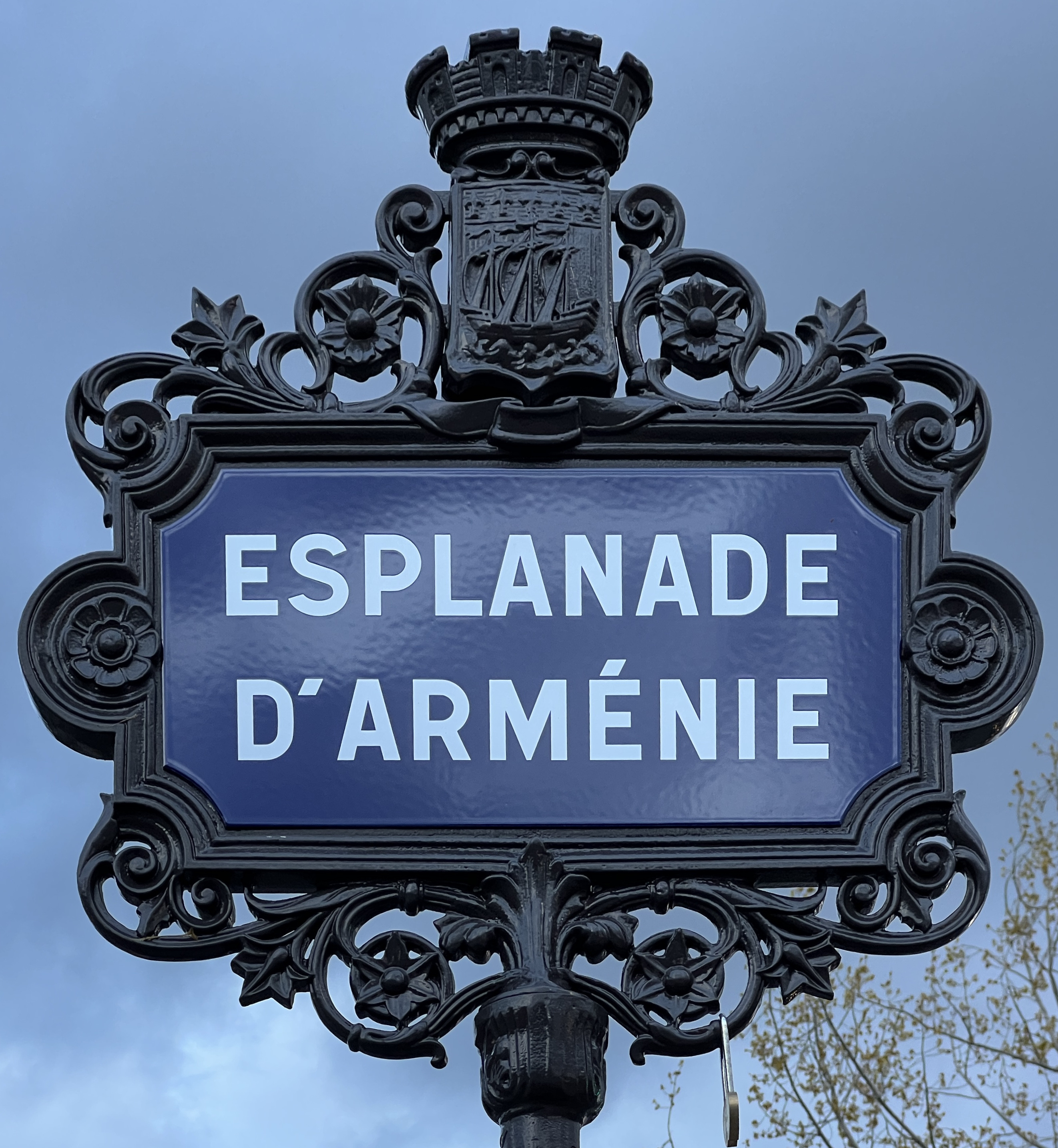
Plaque de l'esplanade.

La voie porte le nom de l'Arménie, pays du Caucase.

## Historique
L'inauguration a eu lieu le 10 décembre 2021.